# Racó del Trull
El Racó del Trull és un cap de vall petit i tancat del terme municipal de Monistrol de Calders, al Moianès.
Està situat al nord del poble, a la dreta de la riera de Sant Joan, i forma el tram final del torrent de Vilaterçana. És al nord-est de la masia de la Païssa, al sud-oest de la pedrera de la Païssa i del Pedregar, i al sud-est de les Vinyes.